# Al-Ahly Sports Cultural and Social Club (pallacanestro)
L'Al-Ahly Sports Cultural and Social Club (in arabo النادي الأهلي الرياضي الثقافي الاجتماعي‎?, "club sociale, culturale e sportivo nazionale"), noto anche come Al-Ahly Bengasi, è un club di pallacanestro libico con sede a Bengasi. Fondato nel 1950, il club è la sezione calcistica dell'omonima società polisportiva, partecipa alla Libyan Division I Basketball League; lega che ha vinto in quattro edizioni, nel 2010, 2011, 2023 e 2025.
Nella stagione 2024, ha debuttato nella Basketball Africa League (BAL), diventando la prima squadra della Libia a partecipare alla competizione ed è stato il finalista della stagione 2024 della BAL. L' Al Ahly ha anche vinto l'Arab Club Basketball Championship nel 2012 e 2013

## Storia
L' Al-Ahly è la sezione cestistica del club polisportivo omonimo, con sede nella capitale della Cirenaica, Bengasi; la sezione di pallacanestro è stata fondata nel 1950, sebbene il club fosse attivo già da alcuni anni, essendo stato fondato nel 1947. La società durante il lungo regime di Muʿammar Gheddafi fu più volte a rischio di scioglimento, vista la contrapposizione tra la tifoseria della squadra, sostenitrice della "ribelle" Cirenaica, e il dittatore tripolitano. Nel 2000, dopo lo scoppio di disordini a Bengasi a seguito di alcuni avvenimento riguardanti la sezione calcistica del club, l'Al-Ahly fu bandito, per volontà di Gheddafi,e i suoi uffici e centri di allenamento vandalizzati. Solo nel 2005, Gheddafi diede la possibilità di rifondare il club e tre anni dopo, nel 2008, concesse 30 ettari di terra vicino al mare nella parte occidentale di Bengasi, da destinare alla squadra.
Il club ha conquistato il suo primo titolo della Libyan Division I Basketball League al termine della stagione 2009-2010, seguito da un secondo titolo vinto la stagione successiva, la 2010-2011.
Nel 2012 l'Al Ahly ha vinto il suo primo trofeo internazionale, aggiudicandosi l'Arab Club Basketball Championship, dopo aver concluso in testa, davanti al JS Kairouan della Tunisia, la classifica del torneo con 4 vittorie in 4 partite. Il titolo è stato poi confermato nell'edizione 2013, con una seconda vittoria consecutiva. Entrambe le edizioni del torneo sono state ospitate proprio nella città di Bengasi.
L'Al Ahly al termine della stagione 2022-2023, ha interrotto un digiuno durato 12 anni, quando ha vinto per la terza volta nella sua storia il titolo della Libyan Basketball League, concludendo in testa il girone finale del campionato davanti ai rivali dell'Al-Ahly Tripoli. 
Grazie a questo successo, la squadra ha ottenuto il diritto di rappresentare la Libia nel torneo di qualificazione della Road to BAL 2024, per ottenere l'accesso alla stagione regolare della Basketball Africa League. Per rinforzare la squadra, il club ha ingaggiato giocatori di alto profilo come Ater Majok (ex Miglior Difensore BAL), Chris Crawford (incluso nel quintetto ideale della BAL) e Solo Diabaté (due volte campione BAL). Il 5 novembre 2023,l'Al Ahly ha conquistato ufficialmente l’accesso alla Basketball Africa League 2024 battendo il FAP Yaoundé per 93–84 nella finale per il terzo posto del torneo di qualificazione, con Crawford autore di 39 punti. In questo modo, Al Ahly Benghazi è diventata la prima squadra della Libia a qualificarsi per la fase principale della BAL.
Per la stagione regolare della BAL, il club ha ingaggiato ulteriori rinforzi stranieri come Jo Lual-Acuil, Majok Deng, Kevin Murphy e Pierre Jackson. Dopo aver chiuso al secondo posto nella Nile Conference, l' Al Ahly è entrata nei playoff come settima testa di serie, ma è riuscita a eliminare i campioni in carica dell’Al-Ahly Cairo, dall'Egitto, nei quarti di finale. In semifinale, ha avuto la meglio sui Rivers Hoopers, squadra della Nigeria dopo un tempo supplementare. Nella finale decisiva, però,l' Al Ahly è stata sconfitta dal Petro Atlético per 107-94, concludendo il torneo al secondo posto. Il centro Jo Lual-Acuil è stato premiato come MVP della stagione BAL.
Al termine della stagione 2024-2025 si aggiudica per la quarta volta nella sua storia la vittoria della Libyan Basketball League, aggiudicandosi per 3-0 la serie delle finali contro i rivali dell'Al-Ahly Tripoli.

## Palmarès

### Titoli Nazionali
- Libyan Basketball League

Campioni (4): 2009-10, 2010-11, 2022-23, 2024-25
- Libyan Basketball Cup

Campioni(2): 2009–10, 2022–23
- Libyan Basketball Supercup

Campioni (3): 2010, 2022, 2024

### Titoli Internazionali
- Arab Club Basketball Championship

Campioni (2): 2012, 2013

## Organico
Organico per la stagione 2024-2025
|    | Naz.                   | Ruolo | Sportivo              | Anno | Alt. | Peso |  |
| -- | ---------------------- | ----- | --------------------- | ---- | ---- | ---- |  |
| 1  | Libia (bandiera)       | PG    | Ahmed Bzew            | 2004 | 185  | 80   |  |
| 3  | Libia (bandiera)       | G     | Wajdi Mostafa         | 1992 | 189  | 84   |  |
| 7  | Libia (bandiera)       | PG    | Rasheed Alrashidi     | 2003 | 178  | 78   |  |
| 8  | Libia (bandiera)       | AG    | Adrees Zeew           | 1999 | 198  | 93   |  |
| 9  | Libia (bandiera)       | AG    | Sofian Hamad          | 1998 | 204  | 96   |  |
| 11 | Libia (bandiera)       | C     | Abdulgader Rezg       | 1996 | 210  | 104  |  |
| 14 | Libia (bandiera)       | G     | Asmaeil Aljahmi       | 1999 | 203  | 85   |  |
| 15 | Libia (bandiera)       | AP    | Mahmud Bilhaj         | 1990 | 190  | 88   |  |
| 23 | Libia (bandiera)       | AG    | Ghayth Almaghribi     | 1999 | 206  | 100  |  |
| 50 | Libia (bandiera)       | C     | Omar Aldrfely         | 1997 | 205  | 99   |  |
| 98 | Libia (bandiera)       | PG    | Ahmed Algharabi       | 1995 | 180  | 82   |  |
|    | Stati Uniti (bandiera) | AG    | Samuel Daniel         | 1996 | 203  | 100  |  |
|    | Stati Uniti (bandiera) | G     | Deshawndre Washington | 2001 | 201  | 88   |  |
|    | Algeria (bandiera)     | AG    | Mohamed Harat         | 1990 | 198  | 100  |  |

### Staff tecnico
| Ruolo           | Nome        |
| --------------- | ----------- |
| Capo Allenatore | Joe Ghattas |

## Cestisti
- O. D. Anosike
- Parfait Bitee
- Chris Crawford
- Majok Deng
- Solo Diabate
- Kyndall Dykes
- Ramon Galloway
- Trae Golden
- Pierre Jackson
- Shane Lawal

- Zach Lofton
- Jo Lual-Acuil
- Ater Majok
- Dwayne Mitchell
- Tony Mitchell
- Kevin Murphy
- Jayson Obazuaye
- Chris Obekpa
- Perry Petty
- Patrick Rembert
- Cleveland Thomas

## Allenatori
| Nome             | Periodo   |
| ---------------- | --------- |
| Emad El-Din      | 1985-1986 |
| Mahmoud Emad     | 2009-2011 |
| Veselin Matić    | 2012-2014 |
| Radenco Orlovic  | 2017-2018 |
| Zoran Cvetanović | 2021-2022 |
| Mohamed Yahaya   | 2022      |
| Aouen Monaem     | 2022-2024 |
| Joe Ghattas      | 2024-     |